# Улица Пауля Пинна
У́лица Па́уля Пи́нна (эст. Paul Pinna tänav) — улица в Таллине, столице Эстонии.

## География
Проходит в микрорайоне Лаагна городского района Ласнамяэ. Начинается от улицы Пунане, пересекается с улицей Викерлазе,  заканчивается у улицы Мийны Хярма. Через расположенный рядом с улицей пешеходный мост Линдакиви можно пересечь магистраль Лаагна.
Протяжённость — 814 метров.

## История
Улица получила своё название 29 июня 1979 года в честь эстонского актёра Пауля Пинна.

## Застройка
На улице расположены пяти- и девятиэтажные панельные жилые дома (серии 121 и 515) и один семнадцатиэтажный жилой дом из красного кирпича, построенные в 1980–1982 годах.
Учреждения и предприятия:
- P. Pinna tn 4 — Ида-Харьюское отделение Пыхьяской префектуры полиции[5];
- P. Pinna tn 8 — библиотека Паэпеалсе, филиал Таллинской центральной библиотеки[6];
- P. Pinna tn 12 — Ласнамяэский зал царства свидетелей Иеговы. Открыт в ноябре 1998 года. Здание с тремя залами площадью 2 339 м2 вмещает более 600 человек[7];
- P. Pinna tn 15 —  детский сад-основная школа Лаагна, учебное заведение с эстонским языком обучения. В детском саду наряду с общими группами есть группы для детей с особыми потребностями. В основной школе продолжают обучение дети с особыми потребностями, требующие к себе большего внимания[8][9];
- P. Pinna tn 21 — Ласнамяэская ветеринарная клиника, основана в 1996 году[10];
- P. Pinna tn 19, автобусная остановка «Kotka kauplus» — торговый центр «Котка». Возводился финскими строителями к Парусной регате Московских олимпийских игр 1980 года, строительство было завершено в 1981 году. Общая площадь уникального для советского времени торгового центра составляла 3 394 м2, что было более чем в два раза больше магазинов ABC-типа, построенных в 1970-х годах в таллинских районах Мустамяэ и Ыйсмяэ. После выхода Эстонии из состава СССР магазин «Котка» приватизировали его работники, взяв банковский кредит в размере одного миллиона крон. В 2000-х годах здание было перестроено, и в настоящее время в нём размещаются магазины торговых сетей «Grossi Toidukaubad»[эст.] и «Euroapteek», а также несколько других торговых точек[11].
  - Фото: магазин «Котка», 1980-е годы, панорамный вид. Веб-портал музеев Эстонии
  - Фото: магазин «Котка» в 1980-е и 2000-е годы